# Liste des cavités naturelles les plus longues des Côtes-d'Armor

Département des Côtes-d'Armor.

La liste des cavités naturelles les plus longues du département des Côtes-d'Armor recense sous la forme d'un tableau, les cavités souterraines naturelles connues, dont le développement est supérieur à trente mètres.
La communauté spéléologique considère qu'une cavité souterraine naturelle n'existe vraiment qu'à partir du moment où elle est « inventée » c'est-à-dire découverte (ou redécouverte), inventoriée, topographiée et publiée. Bien sûr, la réalité physique d'une cavité naturelle est la plupart du temps bien antérieure à sa découverte par l'homme ; cependant tant qu'elle n'est pas explorée, mesurée et révélée, la cavité naturelle n'appartient pas au domaine de la connaissance partagée.
La liste spéléométrique des plus longues cavités naturelles des Côtes-d'Armor (> 30 m) est  actualisée mi 2019.
La plus longue cavité répertoriée dans le département des Côtes-d'Armor est la grotte de Trestrignel à Perros-Guirec, mais elle est en partie artificielle (cf. ligne 1 du tableau ci-dessous).

## Répartition géographique
| \| Saint-Brieuc Dinan Guingamp Lannion \| Répartition géographique des cavités naturelles des Côtes-d’Armor. |
| Saint-Brieuc Dinan Guingamp Lannion                                                                          |

## Côtes-d'Armor (France)

### Cavités de développement supérieur à30m
25 cavités sont recensées au 01-06-2019.
| Réf. | Cavités (autres noms)                           | Communes      | Massifs ou zones géographiques | Coordonnées (WGS 84)        | Développement (en mètres) | Dénivelée (en mètres) | Sources ou références     | Mises à jour |
| ---- | ----------------------------------------------- | ------------- | ------------------------------ | --------------------------- | ------------------------- | --------------------- | ------------------------- | ------------ |
| 1    | Grotte de Trestrignel                           | Perros-Guirec | Pointe du Château              | 48° 49′ 17″ N, 3° 25′ 41″ O | +000147, m                | +0000, m              | Report topo Drouin 2011   | 2011-08      |
| 2    | Houle de la Banche                              | Plévenon      | Cap Fréhel                     | 48° 40′ 51″ N, 2° 19′ 38″ O | +000142, m                | +0011, m              | Page Wikipedia            | 2000-00      |
| 3    | Grande grotte de la Pointe du Jas               | Plévenon      | Cap Fréhel                     | 48° 40′ 57″ N, 2° 19′ 36″ O | +0 00088, m               | +0000, m              | Spéléométrie de la France | 2000-00      |
| 4    | Houles du Débarcadère                           | Plévenon      | Cap Fréhel                     | 48° 40′ 57″ N, 2° 18′ 51″ O | +0 00076, m               | +0004, m              | Spéléométrie de la France | 2000-00      |
| 5    | Grotte Noire                                    | Plévenon      | Cap Fréhel                     | 48° 40′ 28″ N, 2° 19′ 41″ O | +0 00073, m               | +0000, m              | Spéléométrie de la France | 2000-00      |
| 6    | Houle de la Faille finale ou Grotte du cap n° 4 | Plévenon      | Cap Fréhel                     | 48° 41′ 10″ N, 2° 19′ 05″ O | +0 00069, m               | +0000, m              | Spelunca n°154            | 2019-06      |
| 7    | Trou de Poulifer - houle de Poulifée            | Plévenon      | Cap Fréhel                     | 48° 40′ 09″ N, 2° 20′ 10″ O | +0 00062, m               | +0040, m              | Spéléométrie de la France | 2000-00      |
| 8    | Houle aux Pigeons                               | Plévenon      | Cap Fréhel                     | 48° 41′ 07″ N, 2° 19′ 10″ O | +0 00061, m               | +0008, m              | Spéléométrie de la France | 2000-00      |
| 9    | Houle de l'Arche ou Grotte du cap n° 2          | Plévenon      | Cap Fréhel                     | 48° 41′ 08″ N, 2° 19′ 06″ O | +0 00060, m               | +0000, m              | Spelunca n°154            | 2019-06      |
| 10   | Houle des Grandes dents ou Grotte du cap n° 1   | Plévenon      | Cap Fréhel                     | 48° 41′ 08″ N, 2° 19′ 07″ O | +0 00056, m               | +0000, m              | Spelunca n°154            | 2019-06      |
| 11   | Grottes n° 6 de Poulifer                        | Plévenon      | Cap Fréhel                     | 48° 40′ 15″ N, 2° 20′ 05″ O | +0 00048, m               | +0004, m              | Spéléométrie de la France | 2000-00      |
| 12   | Grotte n° 2 de la Pointe du Jas                 | Plévenon      | Cap Fréhel                     | 48° 40′ 56″ N, 2° 19′ 34″ O | +0 00047, m               | +0000, m              | Spéléométrie de la France | 2000-00      |
| 13   | Grotte n° 1 de la Pointe du Jas                 | Plévenon      | Cap Fréhel                     | 48° 40′ 56″ N, 2° 19′ 34″ O | +0 00045, m               | +0000, m              | Spéléométrie de la France | 2000-00      |
| 14   | Houle de Port-au-Suet                           | Plévenon      | Cap Fréhel                     | 48° 40′ 17″ N, 2° 19′ 53″ O | +0 00043, m               | +0004, m              | Spéléométrie de la France | 2000-00      |
| 15   | Grotte n° 3 de Port-au-Suet                     | Plévenon      | Cap Fréhel                     | 48° 40′ 20″ N, 2° 19′ 49″ O | +0 00042, m               | +0000, m              | Spéléométrie de la France | 2000-00      |
| 16   | Houle de la Roche Jaune                         | Plévenon      | Cap Fréhel                     | 48° 41′ 05″ N, 2° 19′ 13″ O | +0 00041, m               | +0000, m              | Spéléométrie de la France | 2000-00      |
| 17   | Grotte n° 2 de Port-au-Suet                     | Plévenon      | Cap Fréhel                     | 48° 40′ 18″ N, 2° 19′ 52″ O | +0 00038, m               | +0000, m              | Spéléométrie de la France | 2000-00      |
| 18   | Grotte n° 2 de l'Anse des Sévignés              | Plévenon      | Cap Fréhel                     | 48° 40′ 31″ N, 2° 18′ 52″ O | +0 00036, m               | +0000, m              | Spéléométrie de la France | 2000-00      |
| 19   | Quatre grottes Jumelées                         | Plévenon      | Cap Fréhel                     | 48° 40′ 39″ N, 2° 19′ 37″ O | +0 00034, m               | +0004, m              | Spéléométrie de la France | 2000-00      |
| 20   | Grotte des Loges                                | Plévenon      | Cap Fréhel                     | 48° 40′ 50″ N, 2° 19′ 37″ O | +0 00033, m               | +0000, m              | Spéléométrie de la France | 2000-00      |
| 21   | Grotte-tunnel de l'Evette                       | Plévenon      | Cap Fréhel                     | 48° 40′ 34″ N, 2° 19′ 41″ O | +0 00033, m               | +0007, m              | Spéléométrie de la France | 2000-00      |
| 22   | Grottes n° 3 de Poulifer                        | Plévenon      | Cap Fréhel                     | 48° 40′ 10″ N, 2° 20′ 11″ O | +0 00032, m               | +0000, m              | Spéléométrie de la France | 2000-00      |
| 23   | Grotte Coudée ou Grotte du cap n° 3             | Plévenon      | Cap Fréhel                     | 48° 41′ 10″ N, 2° 19′ 06″ O | +0 00032, m               | +0000, m              | Spelunca n°154            | 2019-06      |
| 24   | Grotte n° 4 de Port-au-Suet                     | Plévenon      | Cap Fréhel                     | 48° 40′ 20″ N, 2° 19′ 47″ O | +0 00031, m               | +0000, m              | Spéléométrie de la France | 2000-00      |
| 25   | Grotte n° 5 de Port-au-Suet                     | Plévenon      | Cap Fréhel                     | 48° 40′ 21″ N, 2° 19′ 45″ O | +0 00031, m               | +0000, m              | Spéléométrie de la France | 2000-00      |